# Sarcohyla chryses
A Sarcohyla chryses a kétéltűek (Amphibia) osztályának békák (Anura) rendjébe és a levelibéka-félék (Hylidae) családjába, azon belül a Hylinae alcsaládba tartozó faj.

## Előfordulása
A faj Mexikó endemikus faja. Természetes élőhelye szubtrópusi vagy trópusi nedves hegyvidéki erdők, folyók.

## Természetvédelmi helyzete
A vörös lista a súlyosan veszélyeztetett fajok között tartja nyilván. A fajt élőhelyének elvesztése fenyegeti, főként a fakitermelés és az emberi települések terjeszkedése következtében. A faj egyedeiben a chytridiomycosis nevű gombás betegség is jelen van.